# Chlorure de rubidium
Le chlorure de rubidium est un composé chimique de formule RbCl. C'est le composé du rubidium probablement le plus utilisé. Cet halogénure alcalin est un sel qui est utilisé dans divers domaines, de l'électrochimie à la biologie moléculaire.

## Structure chimique
À l'état solide, le chlorure de rubidium cristallise selon l'une des trois phases suivantes du système cubique :
- sel ou chlorure de sodium, la plus courante,
- cubique primitive interpénétrée ou chlorure de césium, à haute température et à haute pression,
- blende, jamais observée expérimentalement.

## Préparation
Le chlorure de rubidium est généralement préparé par réaction de son hydroxyde avec l'acide chlorhydrique, suivi d'une recristallisation.
RbOH + HCl → RbCl + H2O

## Utilisations
Le chlorure de rubidium est utilisé en biochimie en tant que biomarqueur, remplaçant le potassium présent dans les organismes vivants par le rubidium qui n'est présent qu'en très petites quantités. Le chlorure de rubidium 82 est utilisé en imagerie médicale.